# Keith Forsey
Keith Forsey (Londra, 2 gennaio 1948) è un compositore e batterista inglese, compositore di colonne sonore, autore e produttore musicale.

## Biografia
Forsey inizia la sua carriera come batterista nei primi anni settanta. Sul finire dello stesso decennio Forsey fu un pioniere della disco music, lavorando con Lipstique, La Bionda, inventori della Italo disco, Joy Fleming, Klaus Doldinger, Amon Düül II, Udo Lindenberg, Claudja Barry. Divenne batterista del produttore Giorgio Moroder e apparve in registrazioni di Donna Summer, inclusa quella del 1979, Bad Girls. La band di Forsey, Trax, non fu molto popolare.
Scrisse un brano per i Boney M., Ribbons of Blue. In quel periodo suonò la batteria in diverse produzioni tedesche, registrate alla maniera del genere Munich Sound.
Fu influenzato da Moroder e iniziò a sperimentare musica elettronica. Nel febbraio 1981 pubblicò, con la etichetta di Moroder Oasis, l'album solista Dynamite, con dieci brani dai quali fu estratto il singolo Take me to the Pilot. Il progetto non ebbe successo. Il brano Hey little Girl degli australiani Icehouse venne portata al successo da Billy Idol nel gennaio 1982 nel suo primo album, prodotto da Forsey. Nel 1983 seguì Rebel Yell, combinazione degli stili preferiti da Forsey con il punk di Idol e la chitarra di Steve Stevens.
Dopo diversi album prodotti per Billy Idol, produsse i primi lavori di Generation X e dei Psychedelic Furs.
Nel 1983 scrisse insieme a Irene Cara, Flashdance... What a Feeling per il film Flashdance. Nel 1984 vinse il Premio Oscar. Forsey scrisse successivamente le colonne sonore di Beverly Hills Cop e Breakfast Club. La canzone Don't You (Forget About Me) fu originariamente scritta per Billy Idol ma venne data ai Simple Minds nel 1985; divenne un successo planetario.
Negli anni '90 ha prodotto colonne sonore come American Pie e la serie TV Futurama, Ally McBeal, Scrubs - Medici ai primi ferri e altre.
Nel 2003 Forsey produce la band Rooney.
Nel 2005 ha prodotto l'album di Billy Idol, Devil’s Playground.